# Бонифаций дель Васто
Бонифаций дель Васто (итал. Boniface del Vasto; ок. 1060/1064 — ок. 1127) — маркграф Савоны и Западной Лигурии с 1084 года из династии Алерамичи. Четвёртый сын маркграфа Оттона и его жены Берты — дочери Ульрика Манфреда II, маркграфа Турина.
Значительно расширил свои владения. После смерти Аделаиды Сузской (1091) присоединил южную часть Туринского маркграфства — сеньории Альбенга, Альба, Асти, Ауриате, Бредуло в Лигурии и Среднем Пьемонте.
Умер между 1125 и 1132 годом.

## Семья
Первая жена (ок. 1079) — Алиса Савойская, дочь Пьера I Савойского и Агнессы де Пуату. Вторая жена (ок. 1100) — Агнесса, дочь Гуго Французского, графа Вермандуа и Валуа.
Дети от первой жены:
- Оттоне и Пьетро — умерли в молодом возрасте
- Манфред I, маркиз Салуццо
- Гульельмо I, маркиз ди Буско, сеньор Россано
- Уго, маркиз дель Васто

Дети от первой или второй жены:
- Ансельмо, маркиз ди Чева
- Бонифаций, маркиз ди Кортемилья.

Дети от второй жены:
- Энрико I, маркиз ди Савона
- Бонифаций Младший, епископ Альбы, маркиз ди Кортемилья
- Оттоне, маркиз ди Кортемилья
- Сибилла, муж — Гильом VI, сеньор де Монпелье.